# Vignola
Vignola je město v Itálii s přibližně 26 tisíci obyvateli. Nachází se v provincii Modena v regionu Emilia-Romagna. Je hlavním sídlem sdružení obcí Unione di comuni Terre di castelli. Město leží 30 km západně od Boloni na úpatí Apenin a protéká jím řeka Panaro.

## Historie
Byla zde nalezena sídliště kultury Terramare. Pak zde žili Etruskové, v římských dobách vedla podél řeky cesta Via Claudia. První písemná zmínka pochází z roku 826. Název města je odvozen z latinského výrazu vineola (malá vinice). Vignola byla majetkem Nonantolského opatství, pak zde vládli Estenští a Giacomo Boncompagni. Po napoleonských válkách se stala součástí Modenského vévodství.

## Ekonomika
Místní ekonomice dominuje zemědělství, především pěstování třešní odrůdy Moretta di Vignola. Každoročně počátkem dubna město pořádá slavnost kvetoucích třešní. Sídlí zde také továrna společnosti Fabbri Group. Z Vignoly vede železniční trať do města Casalecchio di Reno.

## Kultura
Významnou památkou je středověký hrad Rocca di Vignola. Ve farním kostele svatých Nazaria a Celsa jsou k vidění obrazy od  Elisabetty Sirani a Simoneho Cantariniho. Městské muzeum je známé bohatými paleontologickými a mineralogickými sbírkami. Na předměstí Campiglio se nachází historicky cenná Villa Martuzzi, známá také masakrem civilistů, k němuž došlo za druhé světové války. V září se ve Vignole koná festival poezie. Zdejšími rodáky byli architekt Jacopo Barozzi da Vignola a historik Ludovico Antonio Muratori. 